# Brunnenkogelhaus
Das Brunnenkogelhaus ist eine Schutzhütte des Österreichischen Touristenklubs (ÖTK) in den Stubaier Alpen. Es befindet sich in einer Höhe von 2738 m ü. A. auf dem letzten Gipfel am Ende des Brunnenkogelgrats (auch Windachkamm genannt) dem Südwestgrat des Wannenkogels (3089 m). Der Grat verläuft zwischen dem Windachtal im Norden, dem Timmelstal im Süden und dem Übergang vom Gurgler Tal zum Ötztal im Südwesten. Die Hütte gehört zur Gemeinde Sölden. Sie befindet sich in exponierter Lage und ist von den umliegenden Gipfeln und auch vom Ötztal her weithin sichtbar. Auf Grund ihrer Lage ergibt sich ein weiter Rundblick über die Gipfel der Ötztaler und Stubaier Alpen, sowie in das Ötztal, das Venter Tal und das Gurgler Tal.

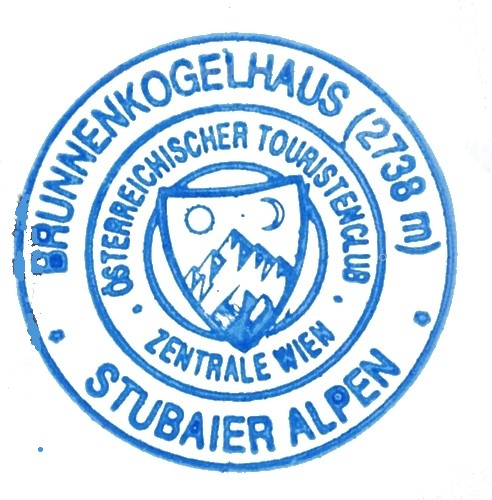
Hüttenstempel

## Geschichte
Die erste Hütte wurde 1888 als Steinbau errichtet, diese musste im Jahr 2006 wegen Baufälligkeit geschlossen werden. Bereits 2007 erfolgte in nur rund sechs Wochen der Neubau einer modernen Holzhütte.

## Zugänge und Übergänge
Der direkte Aufstieg zur Hütte von Sölden/Moos kann in 3,5 h erfolgen.
Ein indirekter Zugang verläuft zunächst durch das Windachtal über das Gasthaus Fiegl (1956 m), nach dem der Weg zum Brunnenkogelhaus abzweigt. Für diese Variante müssen 4 h eingeplant werden. Die Hütte kann auch von Zwieselstein (1472 m) in 4 h erreicht werden. Eine interessante Zugangsvariante ist der Hochstubai-Panoramaweg (Erzherzog Eugen-Steig) über den Grat ausgehend vom Timmelsjoch in 5 h. Übergange zu Nachbarhütten sind zur Hildesheimer Hütte (2900 m) in 4 h, zur Hochstubaihütte (3174 m) in 4,5 h und zur Siegerlandhütte (2710 m) in 4,25 h möglich.

## Gipfelbesteigungen
Es können die Gipfel des Brunnenkogelgrats zum Wannenkogel über den Hochstubai-Panoramaweg in der Reihenfolge Vorderer Brunnenkogel (2761 m) in 0,25 h, Hinterer Brunnenkogel (2775 m) in 1 h, Rotkogel (2894 m) in 1,25 h und Wilde Rötespitze (2966 m) in 2,5 h erreicht werden. Ab dem Wannenkarsattel (2916 m) kann auf unmarkiertem Weg weiterfolgend dem Grat der Wannenkogel (3089 m) erstiegen werden.

## Bildergalerie

Erster Bau des Brunnenkogelhauses um 1900
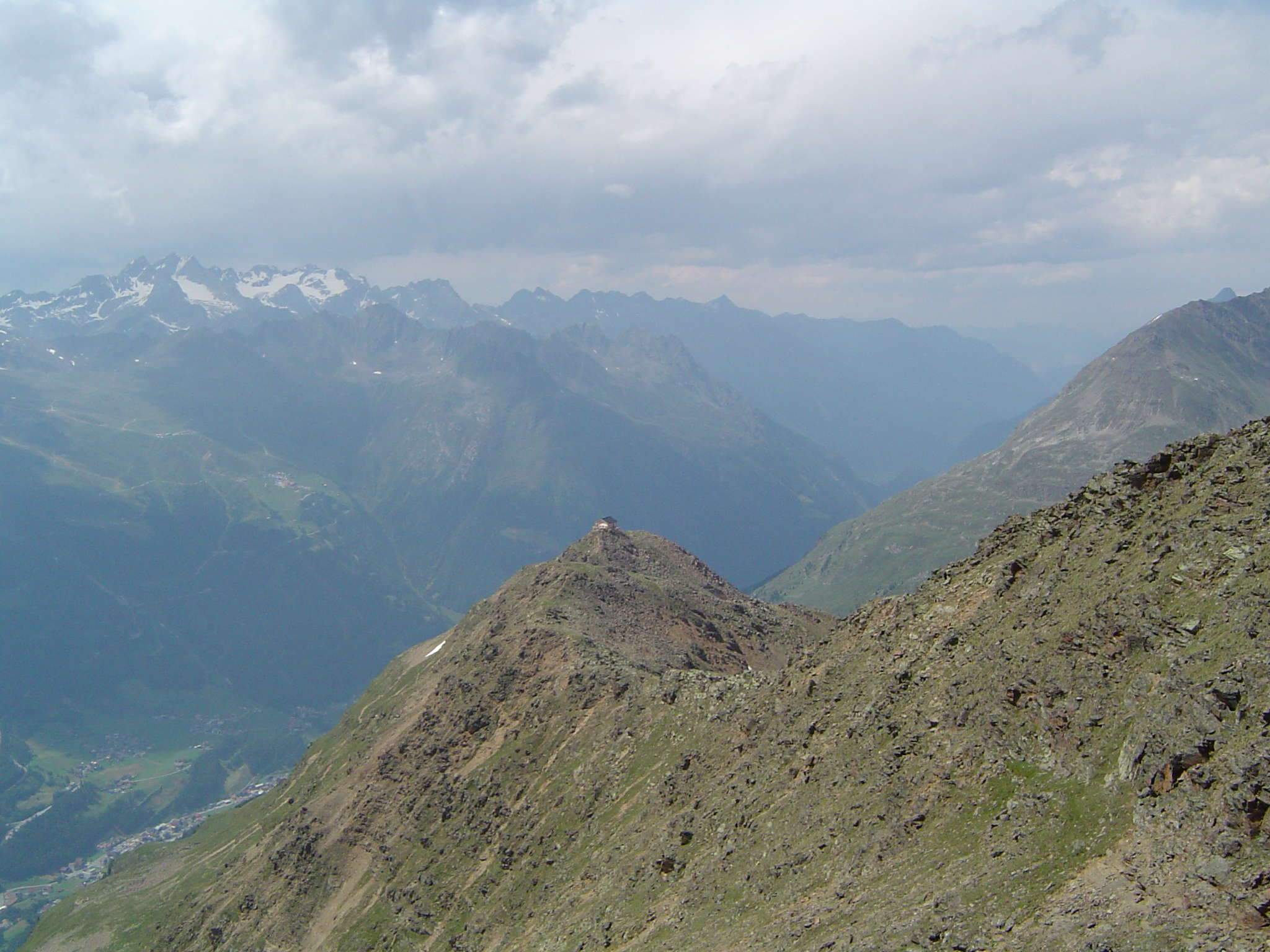
Lage der Hütte von Südosten
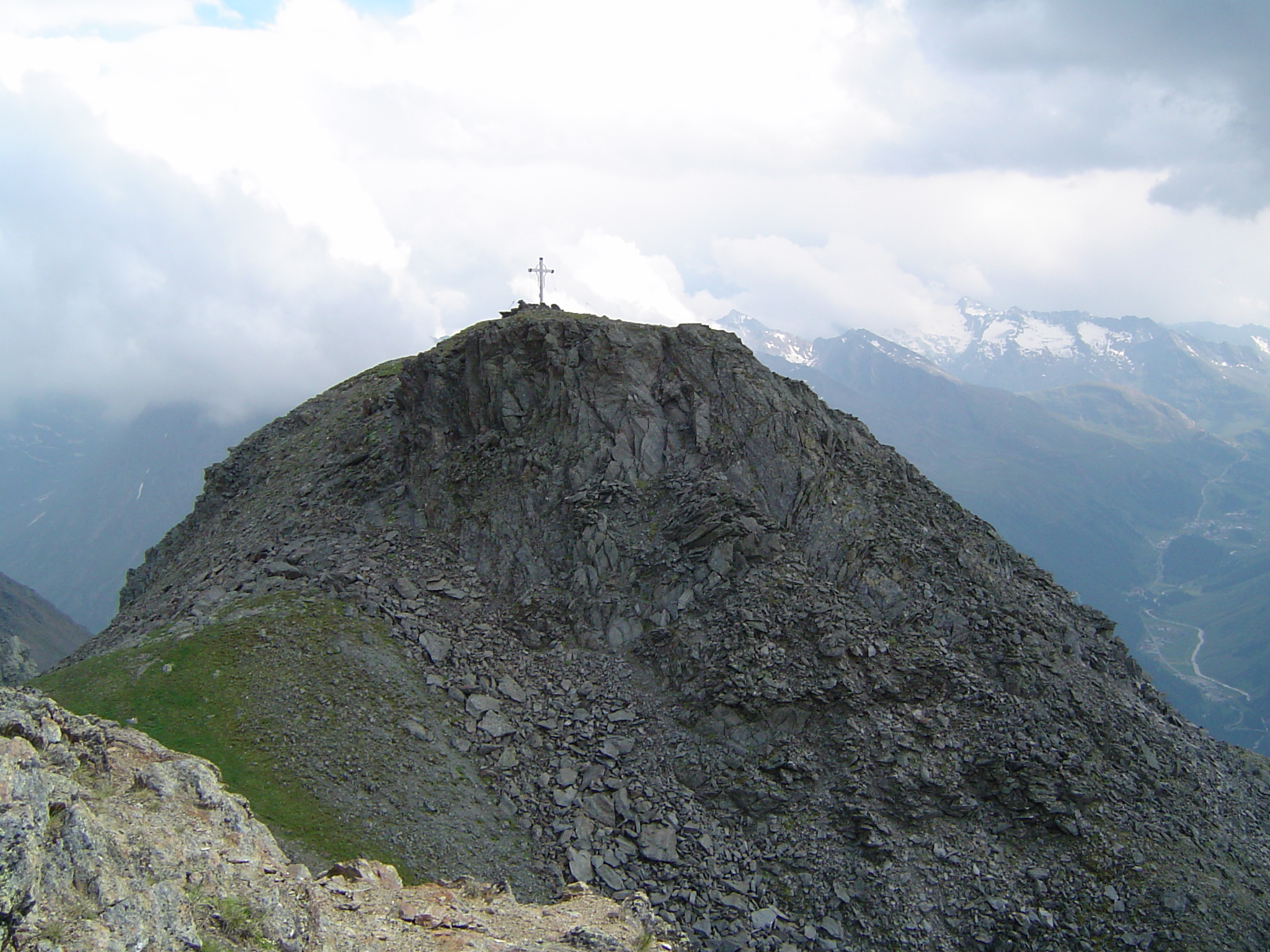
Rotkogel 2894 m Nordseite
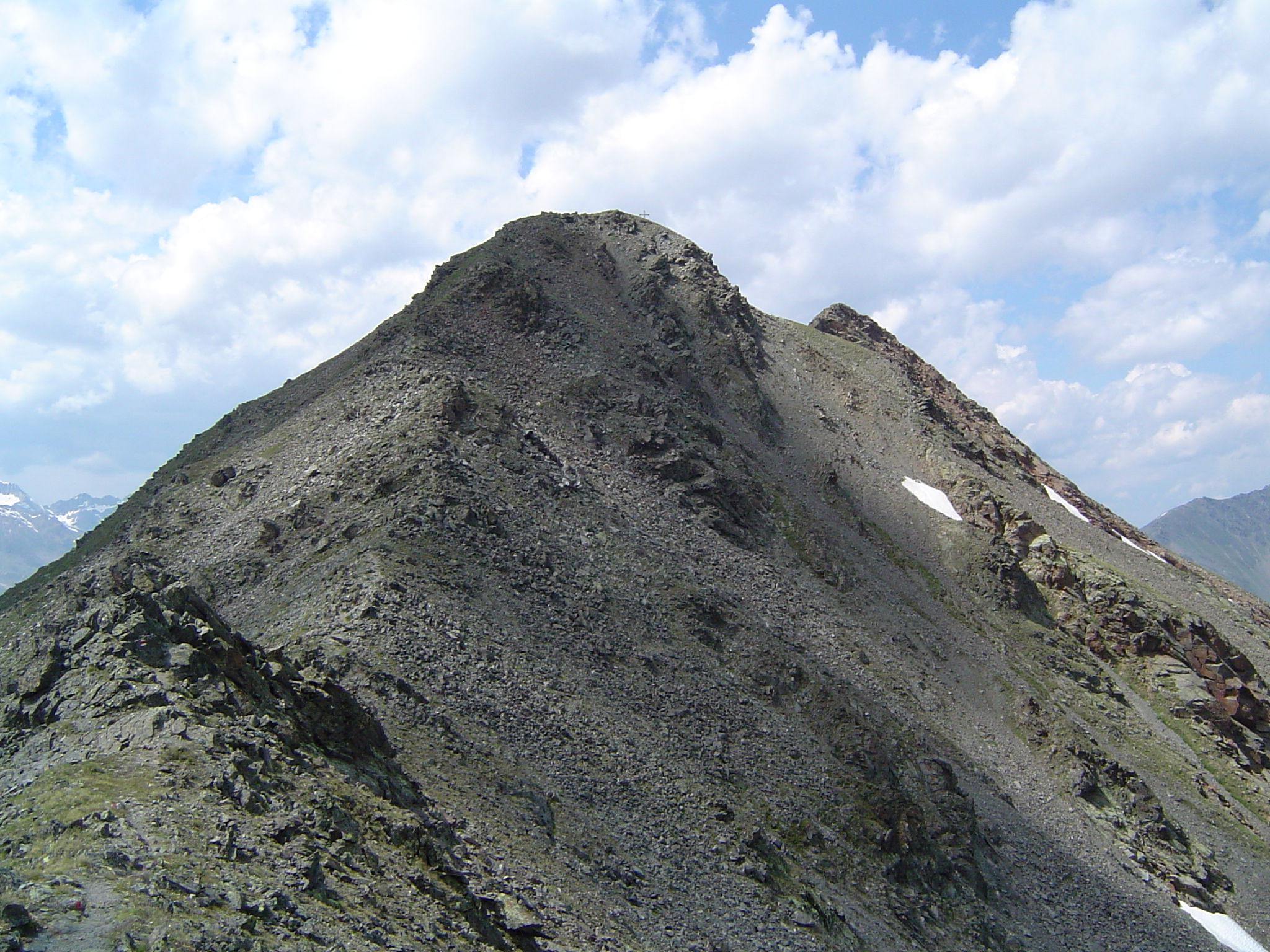
Rotkogel 2894 m Südseite
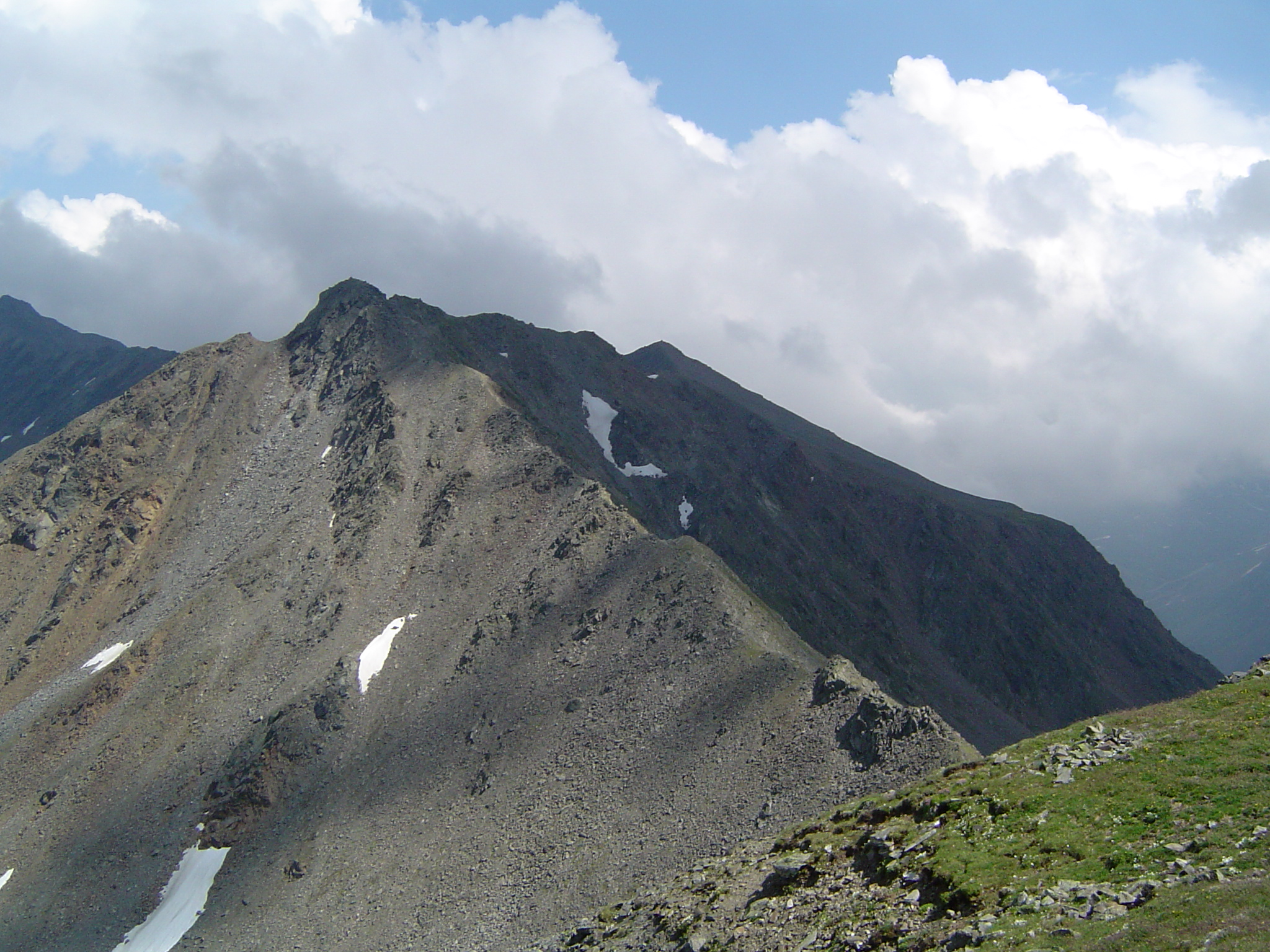
Wilde Rötespitze 2966 m Nordseite
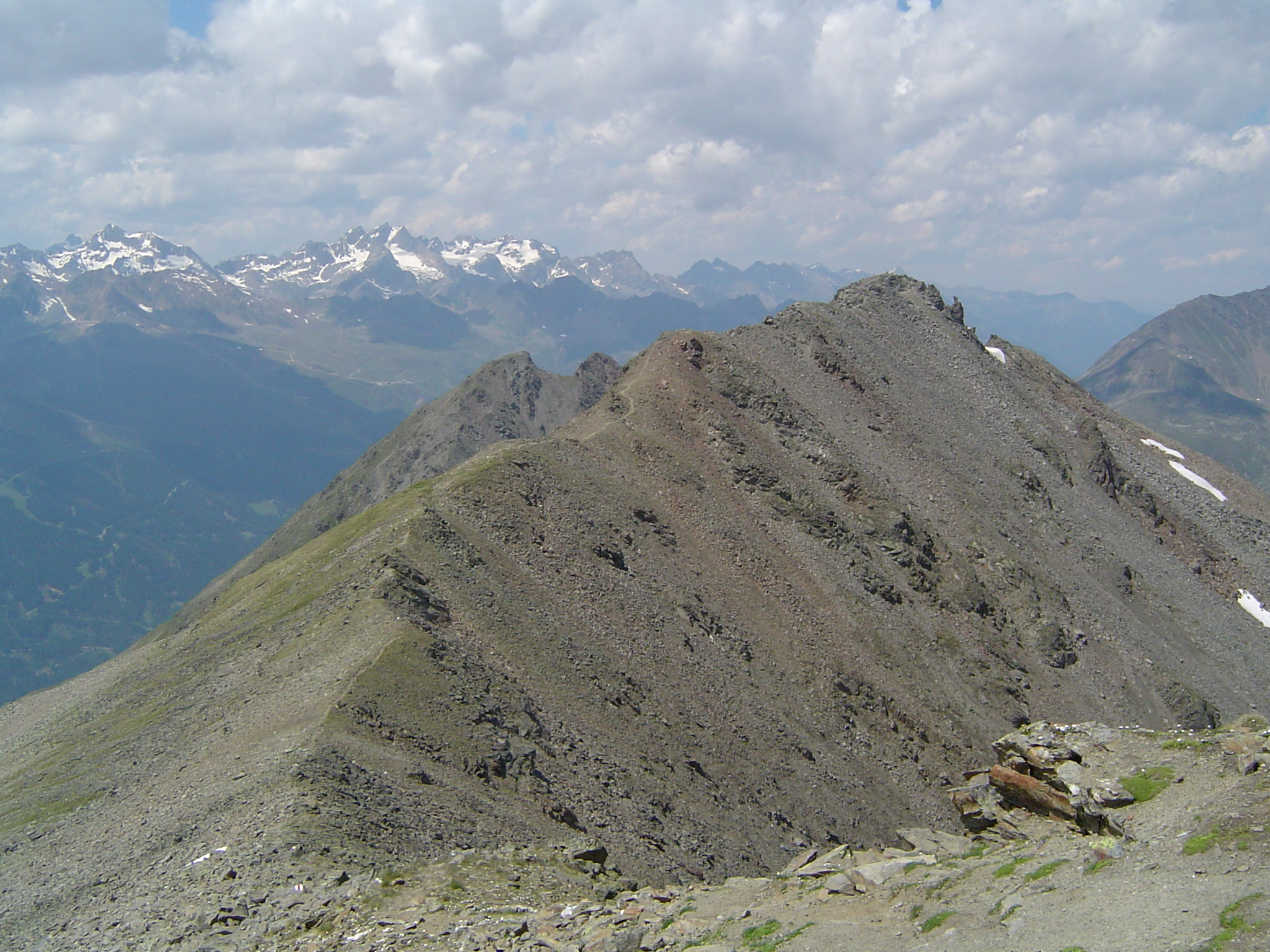
Wilde Rötespitze 2966 m Südseite
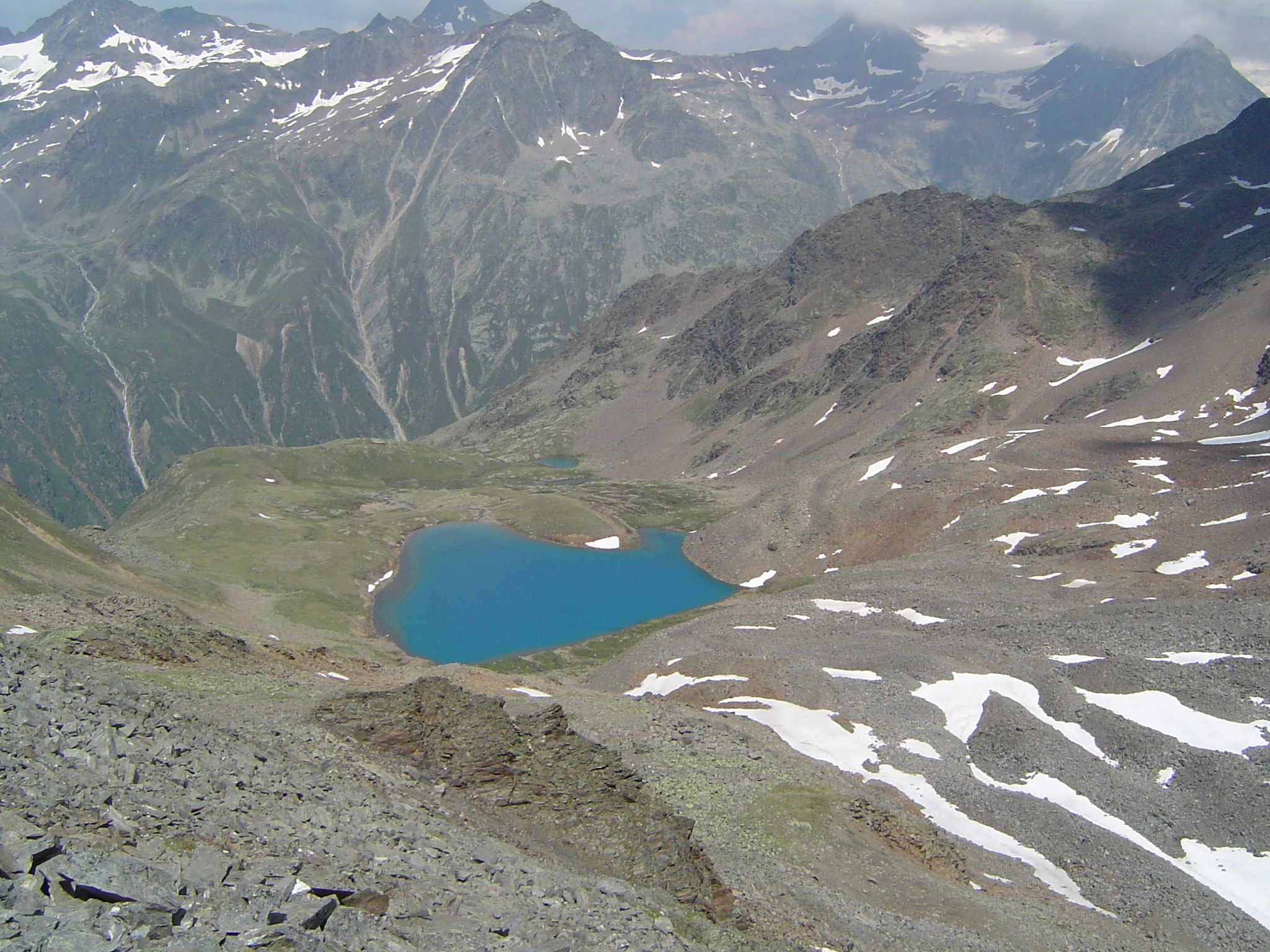
Wannenkarsee